# シェーファーアヴィ幸樹
シェーファー アヴィ 幸樹（シェーファー アヴィ こうき、1998年〈平成10年〉1月28日 - ）は、日本のプロバスケットボール選手。大阪府吹田市出身。ポジションはパワーフォワード/センター。B.LEAGUE・シーホース三河に所属している。

## 人物
父がアメリカ人、母が日本人のハーフ。アメリカ合衆国市民権も持つ。大阪府生まれ、兵庫県育ちで高校２年時まではサッカーをやっていた。当時所属していたサッカー少年団のセンアーノ神戸は元日本代表の香川真司も在籍していたチームで、シェーファーは当時から身長が190cmとズバ抜けて高かった。
ちなみに幼少期は「めちゃくちゃエネルギーにあふれていて、周りにちょっかいをかけまくる子」だった。
バスケットボールを始めたのは高校２年時の夏。兵庫県から東京都に引っ越したタイミングで、サッカーのクラブチーム探しに四苦八苦していたところを友人に誘われた。
クラブチームの東京サムライ在籍時（Tokyo Samurai AAU）には当時のU16日本代表と練習試合を行った。そこで当時のアンダーカテゴリーの日本代表でヘッドコーチを務めていたトーステン・ロイブル氏の目に留まり、U18のトップエンデバーに招集。
2016年にはU18日本代表としてアジア選手権に出場し、初めて日本代表のユニフォームに袖を通した。当時から身体能力と当たりの強さ、サッカーで培った走力があり、バスケットの技術には乏しかったが、伸び代を感じさせるダイナミックなプレーを繰り出していた。
高校3年時にはドイツで開催されたアルバート・シュバイツァー・トーナメントでU18日本代表としてアメリカやアルゼンチンといった強豪国と対戦。その後、渡米し、ブリュースターアカデミーへ進学。同校は、シェーファーが在籍した2016-17シーズンに33勝0敗で全米ナンバーワンに輝いている。
翌シーズンはNCAAディビジョン１の名門ジョージア工科大学へ入学した。同大はNBA選手も多く輩出しており、代表格はトロント・ラプターズとマイアミ・ヒートで活躍したクリス・ボッシュが挙げられる。また、現在信州ブレイブウォリアーズで活躍するアンソニー・マクヘンリーも同大の卒業生である。
2017年には当時ゴンザガ大学所属の八村塁や2023年現在シーホース三河でチームメイトの西田優大らとともにエジプト・カイロで開催されたU19ワールドカップに出場。八村の相棒としてインサイドで奮闘し、全カテゴリーを通じて男子日本代表の史上最高成績である世界10位となった。
2018年は大学を休学して帰国し、アルバルク東京と契約。2019年のチャンピオンになると、翌2019-20シーズンは滋賀レイクスターズへの期限付き移籍をした。41試合をプレーし、平均4.1得点、4.5リバウンドを記録。新人賞ベストファイブに選出された。なお、同シーズンは新型コロナウイルスの影響で途中で打ち切りとなったが、シーズンの最終節となったアルバルク東京とのGAME1では、当時のキャリアハイである16得点、14リバウンドのダブルダブルを記録した。
2019年にはFIBAワールドカップ中国大会の日本代表に選出された。
2020-21シーズン、シーホース三河に移籍。インサイドを支える主軸としてスタメンに定着。全試合スタメンでの出場を果たし、平均9.5得点、4.7リバウンドとさらに成績を伸ばす。同時に3Pシュートも積極的に狙うようになりシーズンを通して35.9％の確率で37本を成功させた。
日本代表としても定着しつつあり、竹内公輔と竹内譲次の「竹内ツインズ」の後継者の一人として期待されている。2021年に開催された東京2020オリンピックのメンバーにも選出。主力の一人としてスペイン、スロベニア、アルゼンチンとわたり合った。
2021‐22シーズン、昨シーズンに続き全試合でのスタメン出場を果たした。
2022-23シーズンの後半戦にて右足を負傷。右前十字靭帯断裂（全治未定）と診断された。自身にとってプロキャリアで初の大怪我となり、長期離脱を余儀なくされた。
代表活動には候補メンバーとして名前を上げられることはあるが、東京オリンピック以降は復帰を果たした渡辺飛勇（琉球）や井上（渋谷（現在は越谷））、吉井（A東京）、川真田（滋賀）などの日本人ビックマンとされるライバル選手が多く名を挙げられてきている。怪我以前から少しずつではあるものの試合メンバーに召集されることが減ってきている。しかし、まだ若手であることからも怪我からの復帰を果たした際には以前のように代表メンバーに選出されることが期待される。

## 来歴
大阪府吹田市にてアメリカ人の父と日本人の母の間に生まれる。ユダヤ教徒。
高校2年の2014年11月まではサッカーをしていた。勧誘されてバスケットボールを始めて1年後の2015年11月、U-18トップエンデバーに選出される
2016-17シーズンにブルースター・アカデミーでプレーし、NEPSACのAAAタイトル獲得。
2018年12月、アルバルク東京に加入し、14試合に出場。
2019-20シーズンは滋賀レイクスターズに期限付き移籍してプレーし、41試合に出場して新人ベスト5を受賞。
2020年5月、シーホース三河への移籍が決定。

### 日本代表歴
2016年FIBAアジアU18選手権では平均4.9得点4.5リバウンドを記録。
2017年FIBA-U19ワールドカップでは、5.0得点4.9リバウンドを記録。
2018年ジャカルタアジア大会に出場。
2019年はウィリアム・ジョーンズカップに出場。ワールドカップ日本代表にも選出された。
2021年FIBA男子アジアカップ予選に出場。
2021年は東京オリンピック日本代表に選出され、出場した。

## 記録
レギュラーシーズン
| シーズン        | チーム | GP | GS | MPG   | FG%  | 3P%  | FT%  | RPG | APG | SPG | BPG | TO   | PPG  |
| --------------- | ------ | -- | -- | ----- | ---- | ---- | ---- | --- | --- | --- | --- | ---- | ---- |
| Bリーグ 2018-19 | 東京   | 14 | 0  | 3.38  | .357 | 0    | 0.7  | 0.7 | 0.1 | 0.1 | 0.1 | .142 | 1.2  |
| Bリーグ 2019-20 | 滋賀   | 41 | 0  | 15.1  | .497 | 0    | .538 | 4.5 | 0.8 | 0.3 | 0.3 | .682 | 4.1  |
| Bリーグ 2020-21 | 三河   | 55 | 55 | 25.1  | .511 | .359 | .651 | 4.7 | 1.3 | 0.5 | 0.2 | 0.9  | 10.5 |
| Bリーグ 2021-22 | 三河   | 53 | 53 | 26.31 | .495 | .331 | .714 | 5.4 | 1.2 | 0.6 | 0.3 | 0.8  | 8.0  |
| Bリーグ 2022-23 | 三河   | 43 | 42 | 20.31 | .422 | .280 | .714 | 4.1 | 1.0 | 0.6 | 0.3 | 0.7  | 5.4  |

ポストシーズン
| シーズン        | チーム | GP | GS | MPG  | FG%  | 3P%  | FT% | RPG | APG | SPG | BPG | TO  | PPG  |
| --------------- | ------ | -- | -- | ---- | ---- | ---- | --- | --- | --- | --- | --- | --- | ---- |
| Bリーグ 2020-21 | 三河   | 2  | 2  | 37.0 | .529 | .333 | 100 | 9   | 2   | 0.6 | 0.4 | 1.2 | 10.5 |